# 紐南斯普林斯 (喬治亞州)
紐南斯普林斯（英語：Newnan Springs）是位於美國喬治亞州卡圖薩縣的一個非建制地區。該地的面積和人口皆未知。

## 地理
紐南斯普林斯的座標為34°58′39″N 85°14′40″W / 34.97750°N 85.24444°W，而該地的平均海拔高度為215米（即705英尺）。